# Tatort: Peggy hat Angst
Peggy hat Angst ist die 148. Folge der Fernsehreihe Tatort. Die vom Südwestfunk (SWF) produzierte Folge wurde erstmals am 23. Mai 1983 im Ersten Deutschen Fernsehen ausgestrahlt. Für Kriminalhauptkommissarin Hanne Wiegand (Karin Anselm) ist es der dritte Fall. Es geht um die Ermordung einer verschwundenen jungen Frau und um den Schutz von deren Freundin, die ebenfalls im Visier des unbekannten Täters steht.

## Handlung
Das Fotomodell Natascha Berg fährt mit einem Taxi zum Freibad, dabei flirtet sie mit dem Taxifahrer Stefan Gabler. Als sie ihren Bikini im Taxi vergisst, folgt Stefan ihr ins Freibad, um ihr diesen zu bringen. Natascha und Stefan verabreden sich zum Kino und verbringen anschließend die Nacht zusammen. Am nächsten Morgen bemerkt Natascha, dass Stefan die gemeinsame Nacht offenbar höher bewertet als sie und möchte sich von ihm verabschieden, doch er kann sie dazu bewegen, den Tag mit ihm zu verbringen und ihrer Freundin und Mitbewohnerin Peggy, mit der sie verabredet war, abzusagen. Gegen Mittag möchte sich Natascha dann allerdings doch verabschieden, da sie ein Treffen mit ihrem Chef Scheuring hat. Stefan reagiert eifersüchtig, unterstellt ihr ein Verhältnis mit diesem und schließt die Wohnungstür ab, um Natascha am Gehen zu hindern. Es kommt zur Auseinandersetzung zwischen den beiden, als Stefan kurz im Bad ist, ruft Natascha Peggy an, doch kann sie ihr die Adresse von Stefan nicht sagen. Während des Telefongesprächs kommt Stefan ins Zimmer und erschlägt Natascha mit einer schweren Zange. Peggy hört am Telefon Nataschas Todesschreie und laute Musik im Hintergrund. Als sie die Freundin panisch bittet, weiter mit ihr zu reden und nicht aufzulegen, unterbricht Stefan die Leitung. Daraufhin sucht Peggy Kriminalhauptkommissarin Wiegand auf. Diese glaubt ihr zwar, kann aber, da keine weiteren Hinweise für ein Verbrechen und keine Anhaltspunkte über den Aufenthaltsort von Natascha vorliegen, nicht ermitteln. Unterdessen entsorgt Stefan nachts Nataschas Leiche.
Am nächsten Morgen sucht Wiegand Peggy auf, um ein Foto von Natascha abzuholen und sich in deren Zimmer umzusehen. Peggy erzählt ihr, dass Natascha viele Männerbekanntschaften hatte und sich von den Männern aushalten ließ, an der Universität sei sie nur der Krankenkasse wegen eingeschrieben. Stefan sieht kurz darauf den Zeugenaufruf der Polizei in der Zeitung, mit dem nach Hinweisen auf Nataschas Verschwinden gesucht wird. Er betrachtet ein Foto von Peggy in einem Magazin, das Natascha ihm gezeigt hatte und holt Peggys Telefonnummer aus Nataschas Tasche. Er ruft sie an, behauptet aber, falsch verbunden zu sein. Aufgrund des Zeugenaufrufs meldet sich Schade bei der Polizei, er hatte im Freibad Natascha getroffen und einen Annäherungsversuch an sie gemacht, den diese allerdings beendete, als Stefan hinzukam. Mit seiner Hilfe kann ein Phantombild von Stefan angefertigt werden. Dieses ist allerdings unbrauchbar. Anonym meldet sich telefonisch Stefans Nachbarin und Vermieterin Frau Heckelmann bei Wiegand. Sie hat Stefan mit Natascha nach Hause kommen sehen und hat nun Angst vor Stefan. Sie verlangt Schutz, bevor sie ihre Identität preisgibt und Hinweise liefert. Als Wiegand ihr dann noch erklärt, dass noch keine Belohnung ausgesetzt wurde, beendet Heckelmann das Gespräch. Stefan beobachtet Peggy unterdessen und folgt ihr in das italienische Café, in dem sie arbeitet. Dort lässt er aus der Jukebox das Rock-Lied spielen, das bei ihm in der Wohnung im Hintergrund lief, als Natascha Peggy anrief. Peggy gerät in Angst, kann aber nicht ausmachen, wer das Lied bestellt hatte.
Stefan erzählt freudestrahlend Ellen, der Frau seines Chefs Joe, dass er eine Frau kennengelernt hat. Peggy findet abends, heimlich beobachtet von Stefan, einen anonymen Brief mit einem lyrischen Text von Charles Baudelaire, mit dem er den Mord an Natascha andeutet. Sie ahnt, dass der Absender Nataschas Mörder ist und übergibt den Brief Wiegand. Frau Heckelmann meldet sich erneut bei Wiegand. Da ihr die inzwischen ausgesetzte Belohnung noch immer nicht reicht, legt sie auf, weil ihr diese das Risiko nicht wert ist. Peggy fühlt sich währenddessen immer weiter in die Enge getrieben, läuft vor einem Betrunkenen davon und findet unter ihrer Tür durchgeschoben einen weiteren Brief, wie der erste mit einem gewaltbezogenen Gedicht von Baudelaire. Peggy sucht Wiegand auf. Diese geht von einem intelligenten Täter aus und bietet Peggy an, bei ihr übernachten zu können. Unterdessen sucht Stefan Frau Heckelmann auf und will diese töten, dabei erleidet sie einen Herzinfarkt und stirbt. Um einen Raubmord vorzutäuschen, entnimmt er sämtliche Wertsachen ihres Hauses und wirft diese in einem Koffer von einer Brücke zwischen Mainz-Kostheim und Gustavsburg in den Main. Am nächsten Morgen wird Wiegand zum Haus von Frau Heckelmann gerufen. Da sie sich nicht weiter um Peggy kümmern kann, die bei ihr übernachtet hat, organisiert Wiegands Assistent Korn ein Taxi für Peggy und winkt ausgerechnet den benachbarten Stefan heran, der gerade mit seinem Taxi losfahren will. Peggy und Stefan kommen ins Gespräch, Stefan erzählt ihr, dass er einen Job als Graphiker suche, Peggy stellt ihm daraufhin ihren Chef Scheuring vor. Unterdessen werden die Mordermittlungen im Fall Heckelmann eingestellt, da Frau Heckelmann ohne Fremdeinwirkung gestorben ist und lediglich wegen Einbruchs weiterermittelt wird. Weil Scheuring Stefan eingestellt hat, bedankt er sich bei Peggy und lädt sie ein, sie verbringen einen unbeschwerten Tag mit seinem Chef Joe und dessen Frau Ellen. Als Stefan sie nach Hause bringt, bemerkt er, dass Polizei vor ihrem Haus steht und sie beobachtet, Peggy bittet Stefan trotzdem, die Nacht bei ihr zu verbringen.
In der Nacht kommen sich Peggy und Stefan näher. Peggy stellt ein paar Tage später Stefan Hanne Wiegand vor und erklärt ihr, nun keine Angst mehr zu haben, auch hat sie keine anonymen Briefe mehr erhalten. Als er am Abend vor dem Café auf Peggy wartet, erkennt Schade ihn wieder und verfolgt Stefan. Diesem gelingt es jedoch, Schade niederzuschlagen und zu entkommen. Während Peggy herausfindet, dass Stefan früher in der Psychiatrie war und versucht, ihn zu verstehen, kommen Wiegand und Korn nicht weiter. Korn vermutet, dass Frau Heckelmann die anonyme Anruferin war, was Wiegand als reine Spekulation abtut. Peggy entdeckt bei Stefan Gedichtbände von Charles Baudelaire und will zu Wiegand, schreckt aber im letzten Moment davor zurück. Korn verfolgt seine Vermutung weiter und spielt ein Tonband mit dem Anruf von Frau Heckelmann deren Hausverwalter vor. Dieser identifiziert tatsächlich ihre Stimme und sagt aus, dass Frau Heckelmann Ärger mit ihrem Mieter Stefan Gabler hatte, Wiegand fällt sofort ein, dass dies Peggys neuer Freund ist. Peggy stellt unterdessen Stefan zur Rede und fragt ihn, warum er Natascha umgebracht hat, doch er erklärt ihr, dass er sich nicht erinnere. Er ist überrascht, dass sie die Polizei nicht informiert hat, wo sie doch jetzt alles wisse. Sie beschwört ihn, dass sie zusammen fliehen sollten, doch er lehnt ab. Er gesteht, dass er sich vor Jahren mit einer Angebeteten von ihm habe totfahren wollen, doch nur sie sei dabei gestorben, er war daraufhin in der Psychiatrie, war aber aus dieser geflohen. Kurz darauf bemerkt er vor dem Haus Polizisten und glaubt, Peggy habe ihn doch verraten. Peggy beschwört ihn, über das Dach zu fliehen, während sie die Beamten aufhält. Peggy geht zu Wiegand und erklärt ihr, dass Stefan kein Mörder sei, Wiegand macht der enttäuschten Peggy allerdings klar, dass es nur Stefan gewesen sein kann. Wiegands Kollegen nehmen die Verfolgung von Stefan auf.

## Filmmusik
Das zentrale Musikstück, das der Mörder Gabler während seiner Tat spielt und später auf der Musikbox in dem Café wählt, in dem Peggy arbeitet, ist der Titel Why Can the Bodies Fly des deutschen Elektropop-Duos Warning. Dieser Titel wurde nach Ausstrahlung des Tatorts als Single und Maxi-Single mit dem Zusatz „Aus dem Tatort ‚Peggy hat Angst‘“ veröffentlicht.

## Einschaltquote und Hintergrund
Bei der Erstausstrahlung erreichte diese Folge 17,86 Mio. Zuschauer, was einem Marktanteil von 47 % entsprach. Die Folge wurde in Mainz und Umgebung zwischen dem 7. September und dem 8. Oktober 1982 gedreht.

## Kritik
Die Kritiker der Fernsehzeitschrift TV Spielfilm beurteilen diesen Tatort positiv und kommentieren: „Schnörkellos und dicht an der Realität“.